# Sukadana (Malausma)
Sukadana is een bestuurslaag in het regentschap Majalengka van de provincie West-Java, Indonesië. Sukadana telt 4418 inwoners (volkstelling 2010).